# Рудольф Кольрауш
Рудольф Герман Арндт Кольрауш (нім. Rudolf Hermann Arndt Kohlrausch; 6 листопада 1809, Геттінген — 8 березня 1858, Ерланген) — німецький фізик.

## Біографія
Кольрауш, син директора Королівської Ганноверської загальноосвітньої школи Генріха Теодора Кольрауша, вивчав математику та фізику в Боннському та Геттінгенському університетах, де він у 1832 році закінчив докторантуру і отримав титул Dr. phil. З 1833 року по 1835 рік Кольрауш був вчителем фізики та математики спочатку в лицарській академії у Люнебурзі, а опісля з 1835 року по 1849 року в гімназії в Рінтельні. У 1849 році він отримав професуру в Кассельській політехніці, звідки у 1851 році через політичні причини перевівся в гімназію в Марбурзі. З 1853 року Кольрауш працював позаштатним професором фізики в тамтешньому університеті, а з 1857 року отримав професорське місце в Університеті Ерлангена. У 1856 році обраний членом-кореспондентом Геттінгенської академії наук.
Рудольф Кольрауш є батьком фізиків Фрідріха та Вільгема Кольраушів, а також агрохіміка Отто Кольрауша.